# Toribio Calzado
Toribio Calzado (Valladolid, 1805 - après 1863) est un impresario espagnol du XIXe siècle, directeur du Théâtre italien de Paris de 1855 à 1863.

## Biographie
Toribio Calzado, « extraordinaire figure d'aventurier » est le directeur du Théâtre italien de Paris entre 1855 et 1863. Arrivant de La Havane, « capitaliste espagnol fort riche et fort habile » au passé trouble, étranger au monde du théâtre, ne parlant ni le français ni l'italien, il obtient pourtant, aussitôt en France, la direction de cette salle parisienne, l'une des plus importantes de l'époque. Il fait de Giovanni Bottesini (contrebassiste, compositeur et ami de Giuseppe Verdi), du ténor Lorenzo Salvi et de la prima donna Claudina Fiorentini (créatrice de l'hymne national mexicain), musiciens rencontrés au Mexique et auxquels il s'est attaché, ses collaborateurs, confiant au premier la direction de l'orchestre et au deuxième l'administration du théâtre.  
Il réalise une fortune considérable en faisant représenter Il trovatore, La traviata et Rigoletto sans verser ni au compositeur Giuseppe Verdi ni à l'éditeur Léon Escudier le moindre droit d'auteur. Malgré le soutien de Victor Hugo, l'auteur du Roi s'amuse dont est tiré le livret de Rigoletto, Verdi perd tous ses procès contre Calzado et se voit même en appel condamné aux dépens et à des dommages-intérêts en faveur du théâtre en raison de l'interdiction des représentations pendant deux mois qu'il avait obtenue en première instance. 
S'il est habile, Calzado n'est cependant pas malhonnête ainsi que le juge Escudier écrivant à Verdi : « Calzado se familiarise de plus en plus avec la propriété d'autrui [...] Le Calzado ne vit absolument que de sa piraterie : Traviata, Rigoletto, Trovatore, il ne sort pas de là !... Oh ! le gueux de Calzado !!! Ces jours derniers, à ce que m'a dit hier M. Lafitte, il a gagné soixante mille francs. J'espère qu'un de ces jours on le pincera !... » L'impresario s'appuie simplement sur une réglementation de l'époque qui favorise les impresarios au détriment des auteurs étrangers en plaçant dans le domaine public pour la France les œuvres primitivement présentées sur une scène étrangère. Ce qui lui permet de monter toute sa saison avec, comme sa charge le lui impose, des œuvres considérées comme nouvelles, puisqu'elles n'ont jamais été représentées en France. Ne pouvant empêcher que ses opéras soient non seulement représentés sans son accord mais de manière médiocre et parfois amputées, Verdi ne décolère pas et répond à Escudier « Il Teatro Italiano, così condotto, è un'onta per voi, e per noi. »

S'il n'est pas véritablement un escroc, Calzado est cependant suffisamment avide pour s'attaquer à tous ceux qui s'opposent à lui et Verdi n'est pas sa seule victime. Hugo lui-même se voit opposer une prescription puisqu'il n'a pas exigé de droits sur Le roi s'amuse depuis trois ans. Nombre d'auteurs, de compositeurs, de chanteurs, de musiciens de l'orchestre, d'administrateurs se retrouvent en procès avec lui. Il traîne derrière lui une réputation de malhonnêteté confortée par des appuis politiques. Verdi écrit encore : 

« [...] è un'uomo fortunato, un'uomo che forze ha delle protezioni molto utili... senza di ciò non credo che in un paese come la Francia, rubando la musica, facendola eseguire in un modo vergognoso, facendo processi scandalosi, d'un'ignoranza anzi buaggine proverbiale, non credo, ripeto, potrebbe restare Direttore d'un teatro di tanta importanza come il Teatro Italiano di Parigi... C'est incroyable ! mais c'est vrai, !!!!!!! »

Cependant, l'administration compte sur lui et surtout sur sa fortune, plus que sur les subventions attribuées, pour redresser la situation du Théâtre italien de Paris que Benjamin Lumley a abandonné criblé de dettes. Toribio Calzado gère en effet parfaitement le théâtre, par une politique à la fois de restrictions, provoquant le mécontentement et la révolte des musiciens, astreints à des horaires de plus en plus importants, et des compositeurs dont le répertoire est pillé sans bourse délier, et de munificence lorsqu'il s'agit d'attirer les plus belles voix comme celles d'Adelina Patti ou Enrico Tamberlick. Il fait salle comble, les Italiens sont un lieu à la mode et son public d'abonnés est composé des plus grands noms de l'aristocratie comme la princesse Mathilde, la princesse Radzwill, le duc de Brunswick, la comtesse de Mniszech. Malgré les récriminations de Verdi, la politique de programmation de Calzado a permis au maestro de passer du rang d'auteur méconnu en France à celui de compositeur adulé : en huit ans le public le public a eu 350 fois l'occasion de découvrir et d'apprécier sa musique.

L'administration est satisfaite de sa gestion au point d'envisager de lui confier un nouveau privilège pour encore dix-huit ans à l'occasion de la construction d'une nouvelle salle Boulevard Malesherbes. Or, à la suite d'une condamnation pour escroquerie, Toribio Calzado est emprisonné et démis de ses fonctions par un arrêté ministériel de destitution du 14 février 1863. Verdi écrit alors à Escudier : 

« J'espérais que vous m'auriez écrit une seconde lettre qui m'aurait tranquillisé sur l'affaire de ce pauvre et brave homme de Calzado ; de cet innocent qu'on calomnie toujours. J'espère qu'à présent la lumière sera faite et que l'innoncence de Calzado en sera sortie pure, splendide, éblouissante comme le soleil ! Comment ! on a osé accuser le brave homme de filou, de voleur, etc. Lui ! Directeur d'un Théâtre impérial ! Lui qui a l'accès libre chez les plus grands personnages ?! Lui qui a l'honneur de recevoir L. Mtés au Théâtre ! Lui voleur !!!! Fi donc ! — On a même osé dire ici qu'il y avait un mandat d'arrêt contre Lui, qu'on lui avait retiré le privilège du Théâtre Italien, etc. etc. Moi, au contraire, je crois que ceux qui ont été volés seront condamnés, que Calzado conservera son pribilège, qu'il recevra les compliments de tout le monde, et qu'après sa mort on le canonisera. »